# ليوناردو ألفاريز رومو
ليوناردو ألفاريز رومو (بالإسبانية: Leonardo Álvarez Romo)‏ هو سياسي مكسيكي، ولد في 7 أكتوبر 1972 في مدينة مكسيكو في المكسيك. حزبياً، نشط في Ecologist Green Party of Mexico ‏. وقد انتخب عضو مجلس النواب المكسيك.